# 山下治夫
山下 治夫（やました はるお、1957年 - ）は、日本の政治家。元愛知県知多郡美浜町長（2期）。

## 来歴
名城大学薬学部薬学科卒業。民間病院に2006年7月まで勤務し、美浜町議会議員を務めた。
2007年4月、美浜町長選挙に立候補し、同じく元同町議の伊藤津冨との選挙戦を制し、初当選した。2011年4月、無投票再選。
2015年の町長選で、元町会計管理者の神谷信行に破れ落選。